# Катафалк (фильм)
«Катафалк» — дебютный фильм Валерия Тодоровского, снятый в 1990 году по мотивам рассказа писательницы Фланнери О’Коннор «Береги чужую жизнь — спасёшь свою».
Картина, которая рассматривалась кинокритиками как ученическое упражнение молодого режиссёра, получила ряд призов и наград, в том числе Гран-при на Международном кинофестивале в Мангейме.

## Сюжет
В старой усадьбе живут немолодая женщина Евгения Андреевна (Вия Артмане) и её странная дочь Маша (Ирина Розанова). Однажды Маша сообщает матери, что в доме появился какой-то бродяга (Андрей Ильин). Попытки выставить незнакомца со двора успехом не увенчались, и Евгения Андреевна решает нанять его на работу. Денег Саше не обещают — он соглашается ремонтировать веранду, вставлять стёкла и приводить в порядок запущенное хозяйство в обмен на ночлег и еду.
Вскоре молодой работник обнаруживает, что в доме есть по-настоящему ценная вещь — стоящий в сарае автомобиль «ЗИМ». Желание вернуть старую машину к жизни становится для Александра навязчивой идеей. Присмотревшись к молодому человеку, Евгения Андреевна, которую более всего на свете беспокоит судьба нездоровой дочери, предлагает Саше сделку: он женится на Маше и получает раритетное авто в личную собственность. После долгих колебаний и споров, порой переходящих в драки, Александр соглашается.
В загс облачённая в белое платье Маша и расфранчённый Саша отправляются на «ЗИМе». После регистрации они идут в уличное кафе: девушка давно мечтала о мороженом. Утомлённая сборами и новыми впечатлениями, она засыпает прямо за столиком. Александр, оставив молодую жену в забегаловке, нервно вышагивает вдоль машины. Наконец, он принимает решение, усаживается за руль и уезжает.
Пока в городе происходит процедура бракосочетания, дома мать Маши, Евгения Андреевна, укладывается в постель и умирает. 
Проснувшаяся Маша не помнит ни имени своего жениха, ни событий, предшествовавших её появлению в кафе. Своего адреса она не знает, и с этой минуты её жизнь начинается с белого листа.

## История создания
По словам Валерия Тодоровского, в 1989 году, находясь в больнице, он случайно наткнулся на книгу Фланнери О’Коннор. Рассказ «Береги чужую жизнь — спасёшь свою» показался ему «идеальным для дебюта», поскольку был рассчитан только на трёх актёров.
Фильм снимался в Ялте в сложных условиях: местная киностудия обезлюдела, полки магазинов опустели, бензина не хватало. 60-летняя Вия Артмане ходила на съёмки пешком.
По утверждению журналиста Владимира Чернова, на прокатную судьбу ленты серьёзно повлиял продюсер Марк Рудинштейн, который сначала дал Тодоровскому деньги на его первую картину, а затем «выбросил» её на кинорынок. На фоне вышедшего тогда же и имевшего шумный успех фильма «Такси-блюз» «Катафалк» «несколько потерялся», однако кинокритики признали дебют режиссёра как выполненную им «контрольную работу».

## Отзывы и рецензии
Отзывы киноведов и журналистов, датированные началом и серединой 1990-х годов, разделились. Так, Владимир Чернов («Огонёк») упомянул, что «лишь деловые соображения и клановая солидарность» заставили зрителей, пришедших на премьерный показ «Катафалка», не покинуть зал до финальных титров. Сам же «катафалк» рассматривался автором публикации не только как один из персонажей ленты, но и как памятник уходящей эпохе.
Владимир Притуленко («Искусство кино») увидел в герое Андрея Ильина человека с «саднящей раной социальной ущемлённости», у которого застарелые, тянущиеся из отроческих лет комплексы вылились в желание чувствовать себя хозяином «ЗИМа».
Михаил Брашинский («Искусство кино»), оценивая дебютную ленту Тодоровского на фоне его последующих киноработ, отметил, что для экранизации классики режиссёр выбрал условное время, в котором миром «правят властные матриархи (привет от герра Зигмунда!)».
Вторая премьера фильма, состоявшая в 2002 году, оказалась более удачной, чем первая. «Катафалк», показанный на XXIV Московском международном кинофестивале в рамках программы «Кинодебюты XX века. Избранное», был назван наиболее впечатляющей картиной. Позже Ян Левченко («Новое литературное обозрение») признал, что эстетика, с которой Валерий Тодоровский пришёл в кино, была обозначена уже в его дебютной ленте, хотя до «жанровой крепости» «Страны глухих» эта работа всё-таки не дотянула.
Отдельный откликов удостоилась Вия Артмане, которая сыграла в «Катафалке» «едва ли не лучшую свою кинематографическую роль»:

Понадобилось бы слишком много слов, чтобы описать то, что ей удаётся выразить осанкой, жестом и взглядом: остатки былого величия и горделивого хамства; обессилевшую жалкую властность; растерянность хищницы, укусившей пустоту. Эта старуха с многолетней привычкой повелевать совершает поистине трагическую ошибку, выбрав жертву не по зубам— Валерия Пикуленко
Актёр Евгений Матвеев назвал работу Вии Артмане, которой пришлось «совершить насилие над собой, над свой красотой», творческим подвигом.

## Роли исполняли
| Актёр              | Роль                                |
| ------------------ | ----------------------------------- |
| Вия Артмане        | Евгения Андреевна мать Маши         |
| Андрей Ильин       | Александр работник в доме           |
| Ирина Розанова     | Маша дочь Евгении Андреевны         |
| Алика Смехова      | буфетчица (в титрах — Алла Смехова) |
| Марианна Кузнецова | соседка                             |

## Съёмочная группа
- Валерий Тодоровский — режиссёр
- Марина Шептунова — автор сценария
- Илья Дёмин — оператор
- Вячеслав Назаров — композитор
- Феликс Ростоцкий — художник
- Марк Рудинштейн — продюсер

## Награды и фестивали
- Кинофестиваль «Дебют» (Москва, 1990):
  - специальный приз жюри за режиссуру (Валерий Тодоровский)
  - приз кинопрессы (Валерий Тодоровский)
- Кинофестиваль «Золотой Дюк» (Одесса, 1990) — приз «Хрустальная корона» за лучшую женскую роль (Ирина Розанова)
- «Ника» (1990) — номинация «Лучшая женская роль» (Вия Артмане)
- Международный кинофестиваль в Мангейме (1991) — Гран-при